# Amedeo Modigliani
Amedeo Clemente Modigliani (Livorno, 12 de julio de 1884-París, 24 de enero de 1920) fue un pintor, dibujante y escultor italiano, conocido por sus retratos y desnudos en un estilo que se caracterizaba por el alargamiento de los rostros y las figuras, lo cual no fue bien acogido durante su vida, pero que logró gran aceptación posteriormente. Pasó su juventud en su país natal, donde estudió el arte de la antigüedad y el Renacimiento. En 1906 se mudó a París, donde entró en contacto con prominentes artistas, como Pablo Picasso y Constantin Brâncuşi. Su obra es profusa en pinturas y dibujos, si bien desde 1908 hasta 1912 se dedicó principalmente a la escultura. Durante su vida tuvo poco éxito, vivió en la pobreza y no fue sino posteriormente cuando su obra fue apreciada, logrando sus trabajos un alto precio. Murió a los treinta y cinco años de edad de una meningitis ocasionada por la tuberculosis.

## Biografía

### Italia: Infancia y estudios

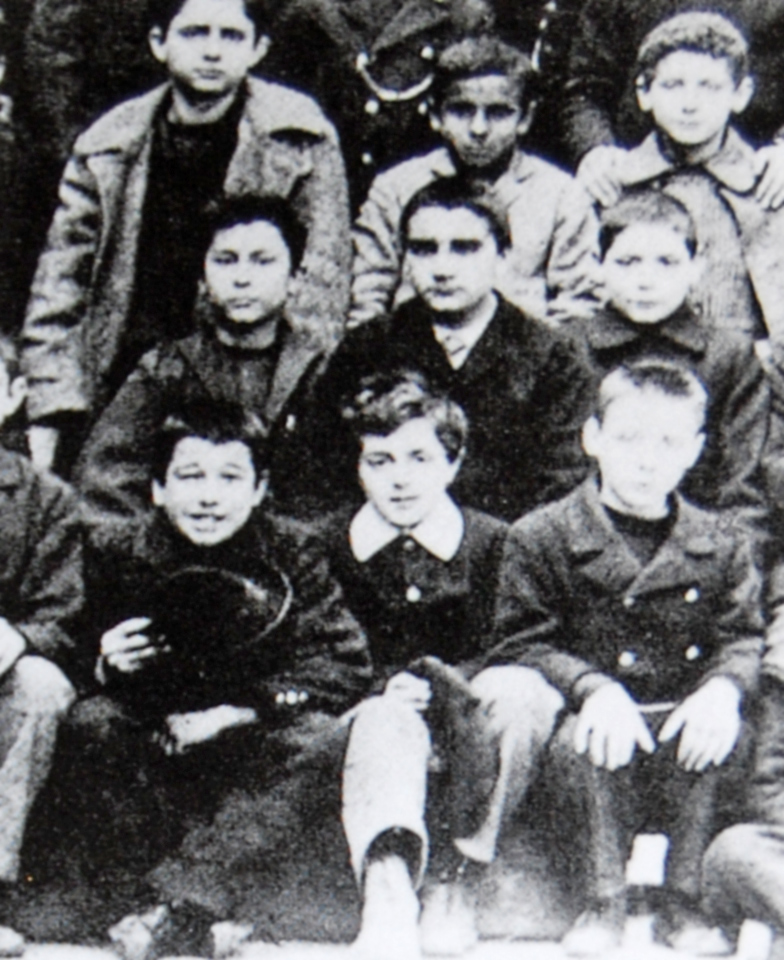
Amedeo Modigliani, de niño en la escuela, primera fila en el centro.

Nació en una familia judía sefardí en la ciudad italiana de Livorno, en la Toscana. Se trataba de una ciudad portuaria que servía como refugio a aquellos perseguidos por su religión y contaba con una amplia comunidad judía. Fue el cuarto hijo de Flaminio Modigliani y Eugénie Garsin. Sus hermanos mayores eran Giuseppe Emmanuele, Margherita y Umberto. Una hermana, Clementina, había fallecido meses antes del nacimiento del pintor y su madre, en honor a su hermana muerta, añadió el nombre de Clemente al de Amedeo cuando nació Modigliani.
Su madre, Eugénie Garsin, una francesa nativa de Marsella, era descendiente de una familia intelectual y erudita de origen sefardita, cuyos antepasados eran oriundos de Túnez. Hablaba fluidamente varios idiomas (francés, inglés e italiano). Sus ancestros fueron expertos en los textos sagrados judíos y fundaron una escuela de estudio del Talmud. La historia familiar, rastreada por Eugénie en sus propios escritos, ayudan a corregir los rumores ocasionalmente mantenidos por el propio Amedeo, según los cuales su padre descendía de una línea de banqueros ricos y su madre del filósofo Baruch Spinoza, lo cual es falso. Modigliani siempre quiso aparentar provenir de una familia rica que nunca tuvo. A finales del siglo XVIII, un comerciante Garsin se fue a vivir a Livorno con su esposa Regina Espinoza -cuyo parentesco con el filósofo del mismo nombre no está demostrado-. Así, pese a su origen judío, Eugénie, la madre de Modigliani, fue educada en la escuela católica por una institutriz inglesa y recibió una sólida cultura clásica, rodeándose de un ambiente racionalista.
Probablemente, desde el pueblo de Modigliana, en la región de Emilia-Romaña, los antepasados paternos del pintor vivieron desde principios del siglo XIX, aunque nunca fueron "los banqueros del Papa" -un mito familiar revivido en tiempos de crisis-. Por entonces, sus antepasados adquirieron en Cerdeña un dominio forestal, agrícola y minero que en 1862 cubría 60.000 hectáreas en el noroeste de Cagliari. Flaminio, el padre de Amedeo, trabaja ese enorme terreno con sus dos hermanos y vive allí la mayor parte del tiempo mientras administra una sucursal en Livorno. Expulsado por su apoyo a la Unificación italiana (o furioso por haber tenido que deshacerse de una pequeña propiedad por ser judío), en 1849 abandonó los Estados Pontificios para marcharse a vivir a Livorno.
Los descendientes de los judíos expulsados de España en 1492 disfrutaban de un estatus excepcional en Livorno desde 1593. Las leyes de Livorno otorgan a los "comerciantes de todas las naciones" un derecho de libre circulación, de comercio y de propiedad.
El padre de Amedeo, Flaminio, está enfrascado siempre en su negocio, que se derrumba poco a poco y ya no es suficiente para hacer frente a los gastos de un hogar tan grande: en 1884, justo el año que nace Amedeo Modigliani, se produjo la bancarrota. Eugénie estaba embarazada de Amedeo cuando los oficiales de la justicia se presentaron en su casa. Una vieja ley de Livorno sirvió para dar un respiro a la familia: todos los objetos que estuvieran sobre la cama de una mujer embarazada eran intocables. Flaminio y Eugénie acumularon en su cama de matrimonio todas las joyas y objetos de algún valor que aún poseían. Esa pequeña fortuna les sirvió para instalarse en una casa más modesta y tratar de comenzar una nueva vida.
Flaminio se alejó de Livorno para probar suerte en la minería en Cerdeña. Eugénie, que abandona la casa familiar de su marido, abrió una escuela de lenguas para señoritas, a la vez que se dedicaba a escribir cuentos y artículos literarios para algunos periódicos y hacía traducciones del italiano al francés o viceversa. Mientras tanto, criaba a sus cuatro hijos, y así es como Modigliani pasó su infancia entre la pobreza y la enfermedad.

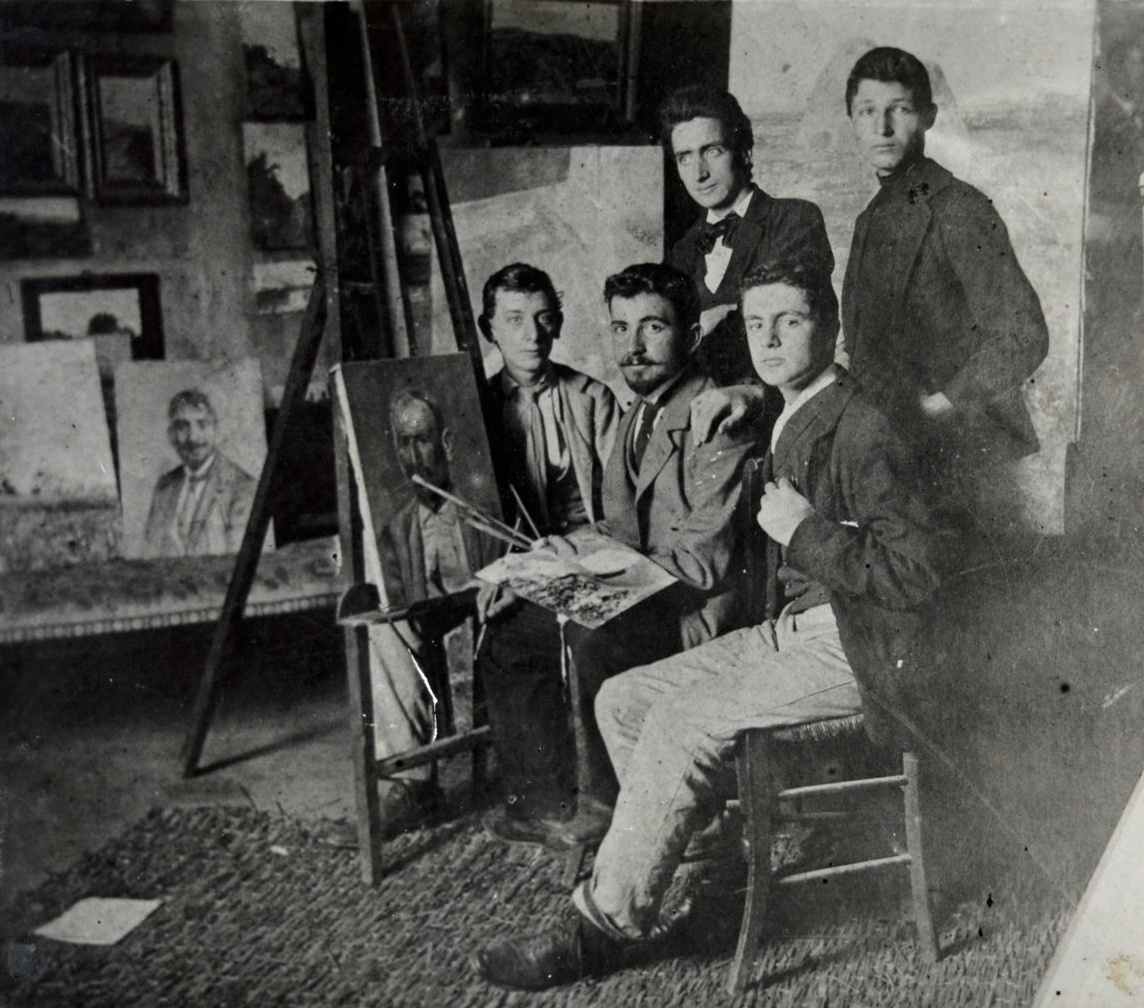
Modigliani en el estudio de Gino Romiti, también alumno de Guglielmo Micheli.

A los catorce años de edad, Amedeo ("Dedo", como lo llamaban en su familia) comenzó a asistir a clases de pintura con Guglielmo Micheli, un discípulo de Fattori, uno de los pintores del movimiento florentino conocido como los macchiaioli, un nombre que eligieron a partir de los ataques de algunos críticos que decían que pintaban con manchas ("macchie"). Poco después de comenzar sus estudios de pintura, Amedeo sufrió un ataque de fiebre tifoidea y dos años más tarde una tuberculosis. En 1898, su hermano de veintiséis años, Emmanuele, futuro diputado del Partido Socialista Italiano, fue condenado a seis meses de prisión por ser militante del movimiento anarquista.

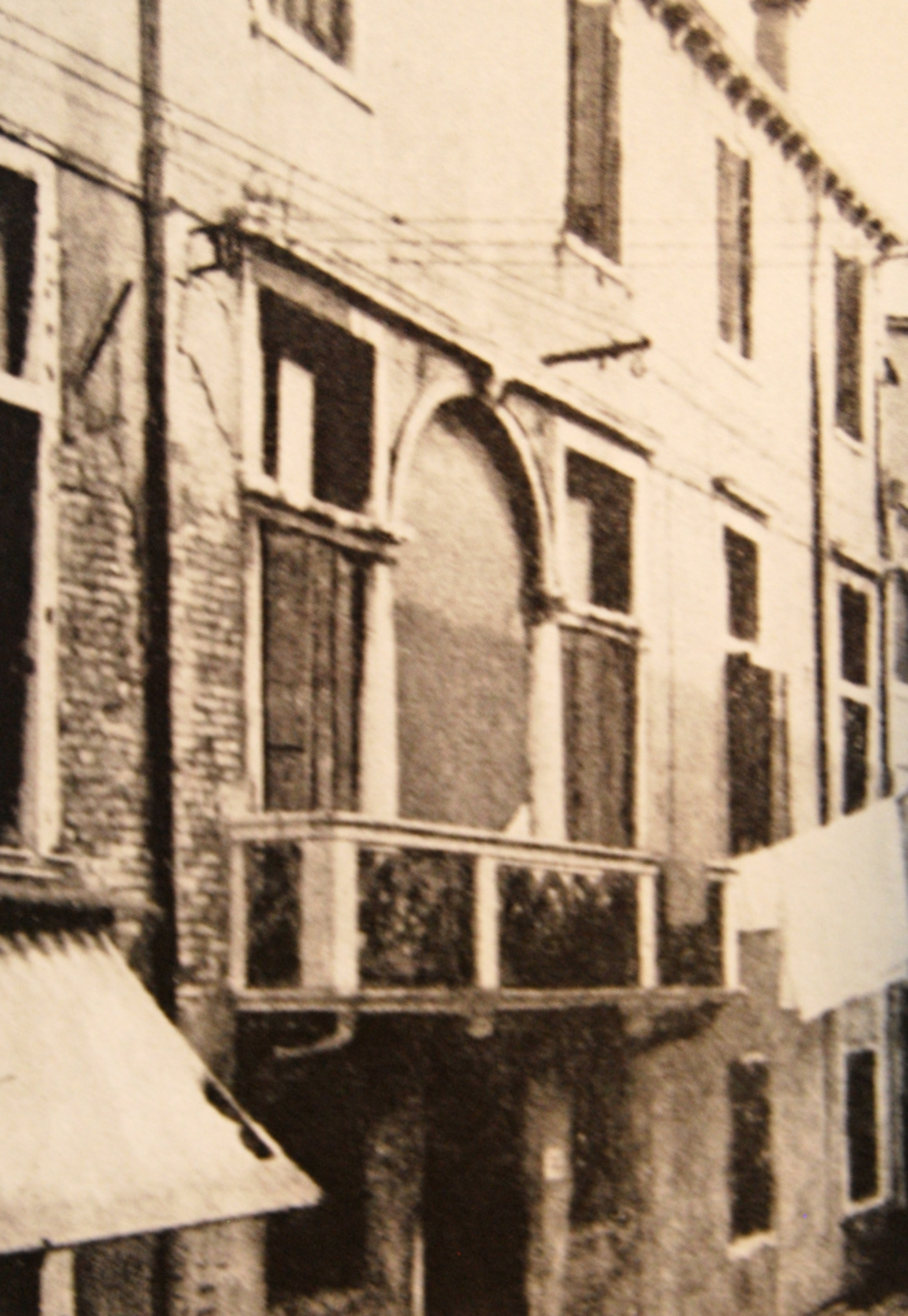
Taller de Amedeo Modigliani en Venecia (1903)

En 1902, después de haber sido llevado por su madre a Nápoles y a la costa Amalfitana al objeto de que se recuperara de su enfermedad, se inscribió en la Escuela libre del Desnudo, Scuola libera di Nudo en Florencia y al año siguiente en el Instituto de las Artes de Venecia, ciudad en la que se movió por los bajos fondos, comenzando una trayectoria de sumergirse en la bebida, en las drogas y acudiendo con frecuencia a prostíbulos.

### París: arte y desenfreno

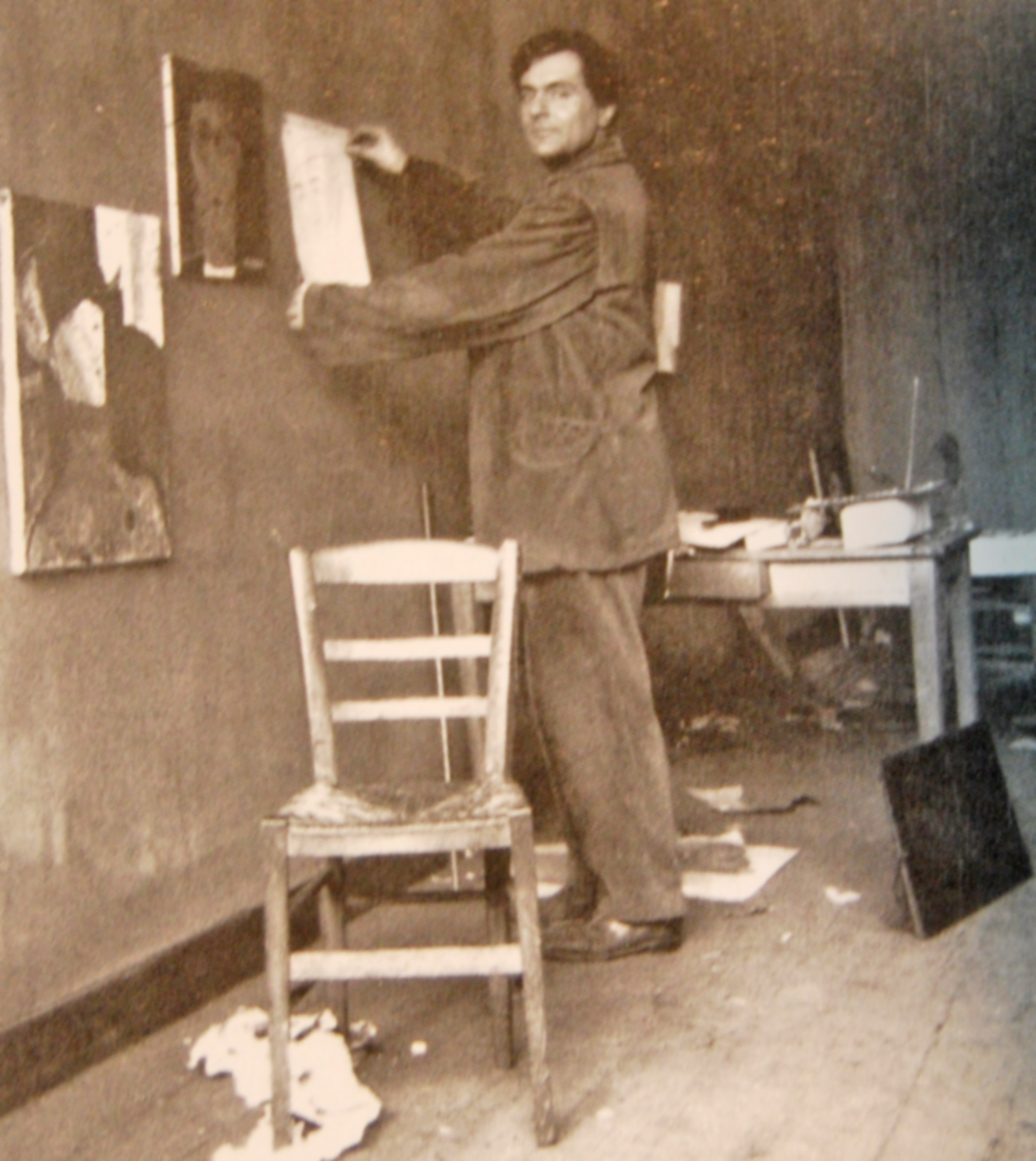
Amedeo Modigliani en su estudio en 1915. Foto de Paul Guilliaume

En 1906, se trasladó a París, que era en esa época el centro de la vanguardia. En el Bateau-Lavoir, un falansterio para proletarios de Montmartre, conoce a Max Jacob, Van Dongen, Picasso, Guillaume Apollinaire, Diego Rivera, Chaïm Soutine, Celso Lagar, Vicente Huidobro y otros personajes célebres. Influido en principio por Toulouse-Lautrec, Amedeo encuentra sobre todo inspiración en Paul Cézanne, el cubismo y la época azul de Picasso. También es evidente la influencia que ejercen sobre él Gustav Klimt y las estampas del japonés Utamaro. Su rapidez de ejecución le hace famoso. Nunca retocaba sus cuadros, pero los que posaron para él decían que era como si hubiesen desnudado su alma.
En 1909, pasa un breve período en Livorno, enfermo y deteriorado en su salud por los excesos de su vida cotidiana de abusos constantes. Regresa a París y alquila un estudio en Montparnasse. Se considera a sí mismo más escultor que pintor, y siguió sobre esa vía cuando Paul Guillaume, un marchante joven y ambicioso le presenta a Constantin Brâncuşi.
Brâncuşi conoció personalmente a Modigliani en 1909, recién mudado a su estudio de Montparnasse. Fue a partir de este encuentro cuando comenzó la fase escultórica de Modigliani que se prolongó hasta 1914. Según el historiador de arte Gerhard Kolberg, las esculturas de Modigliani conjugan pretensiones idealistas y plásticas, con una realización escultórica primitiva, incluso arcaica. De hecho las figuras de Modigliani presentan una fuerte estilización que se puede apreciar en sus cabezas con cuellos largos, narices agudas y ojos representados como contornos huecos, sin iris y pupilas, que son clara referencia a aquellas esculturas de los primitivos muy apreciadas por los círculos de vanguardistas de París.
Descubre el arte africano y camboyano en el Musée de l'Homme de París. Sus estatuas se reconocen por los ojos almendrados, las bocas pequeñas y los cuellos alargados. Gracias a la ayuda de su marchante de arte Paul Guillaume, presentó una serie de obras en el Salón de Otoño de 1912, pero tuvo que dejar de esculpir porque el polvo le causaba problemas de salud en los frágiles pulmones. Retrató a artistas que alcanzarían fama y renombre en Montmartre y Montparnasse, como Soutine, Diego Rivera, Juan Gris, Max Jacob, Blaise Cendrars, Pablo Picasso, Moïse Kisling, Celso Lagar, Jean Cocteau. Al iniciarse la Primera Guerra Mundial, intenta alistarse, pero su precaria salud se lo impide.

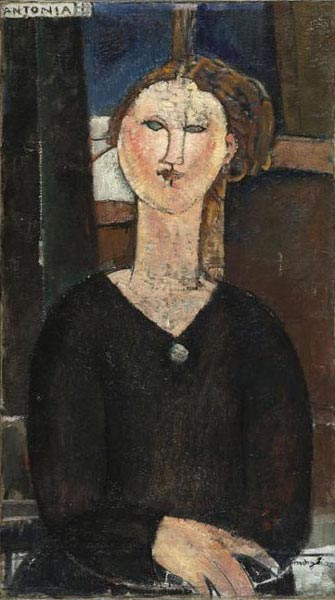
Antonia (1915), Amedeo Modigliani. Óleo sobre tela. Museo de la Orangerie, París.

Conocido como "Modi" por sus amigos, Amedeo emana magnetismo hacia las mujeres. Tiene numerosos romances hasta que entra en su vida Beatrice Hastings, con la que mantendrá una relación tormentosa unos dos años. Esta le sirve de modelo en varios retratos, como "Madame Pompadour". Cuando está bajo los efectos del alcohol, es triste y violento, como muestra el dibujo de Maria Vassilieff. Sobrio, es tímido y encantador, le gusta citar a Dante Alighieri y recitar poemas del libro del conde de Lautréamont Los cantos de Maldoror (Les Chants de Maldoror) libro del que siempre tiene cerca un ejemplar.
Antes de conocer a Jeanne Hébuterne, Modigliani mantuvo una relación con Simone Thiroux, una estudiante de medicina franco-canadiense, con la cual tuvo un hijo, Gerard, nacido en 1917, que el pintor nunca reconoció como suyo. Dado en adopción a otra familia, y después de una infancia problemática, Gerard se convirtió en sacerdote de una parroquia de un pequeño pueblo cercano a París. Éste lo sabía todo sobre su padre biológico, pero nunca buscó notoriedad y murió el 30 de octubre de 2004, a la edad de 87 años. Su madre, Simone, había fallecido en 1921 debido a la tuberculosis (como Modigliani) con 28 años de edad en el Hospital de la Caridad en París.

En 1916, conoce al poeta y marchante de arte polaco Léopold Zborowski y a su mujer Hanka (Anna) Zborowska. Modigliani lo retrata en varias ocasiones, cobrándole sólo diez francos por retrato. El siguiente verano, la escultora ucraniana Chana Orloff le presenta a su amiga Jeanne Hébuterne, una estudiante de dieciocho años que había posado para el pintor japonés naturalizado francés Tsuguharu Foujita. Cuando la familia burguesa de Jeanne se entera de esta relación con el que era considerado un depravado, le corta su asignación económica.

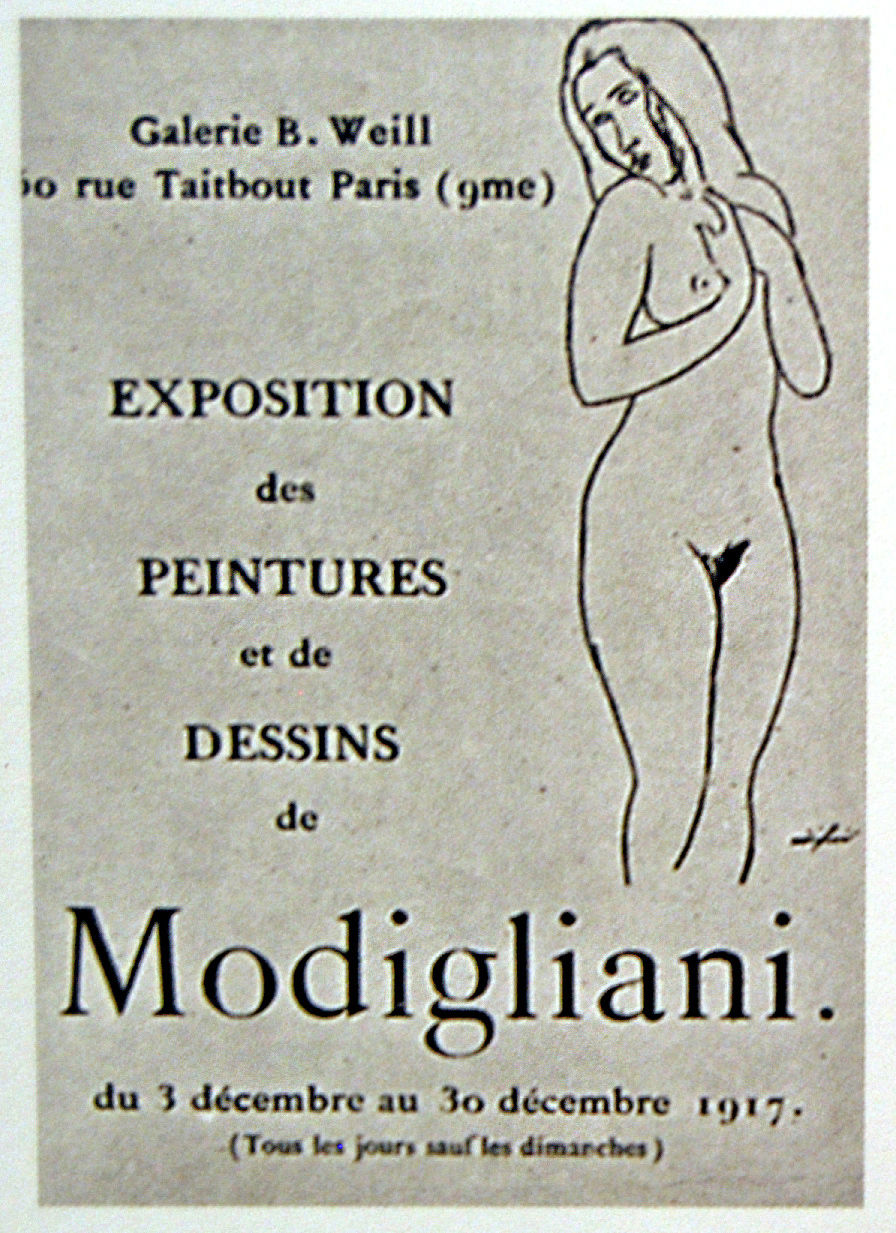
Cartel de la primera y única exposición individual de Amedeo Modigliani, en la galería de Berthe Weill en París, en diciembre de 1917. Debido a sus desnudos, fue cerrada bajo la acusación de escándalo público.

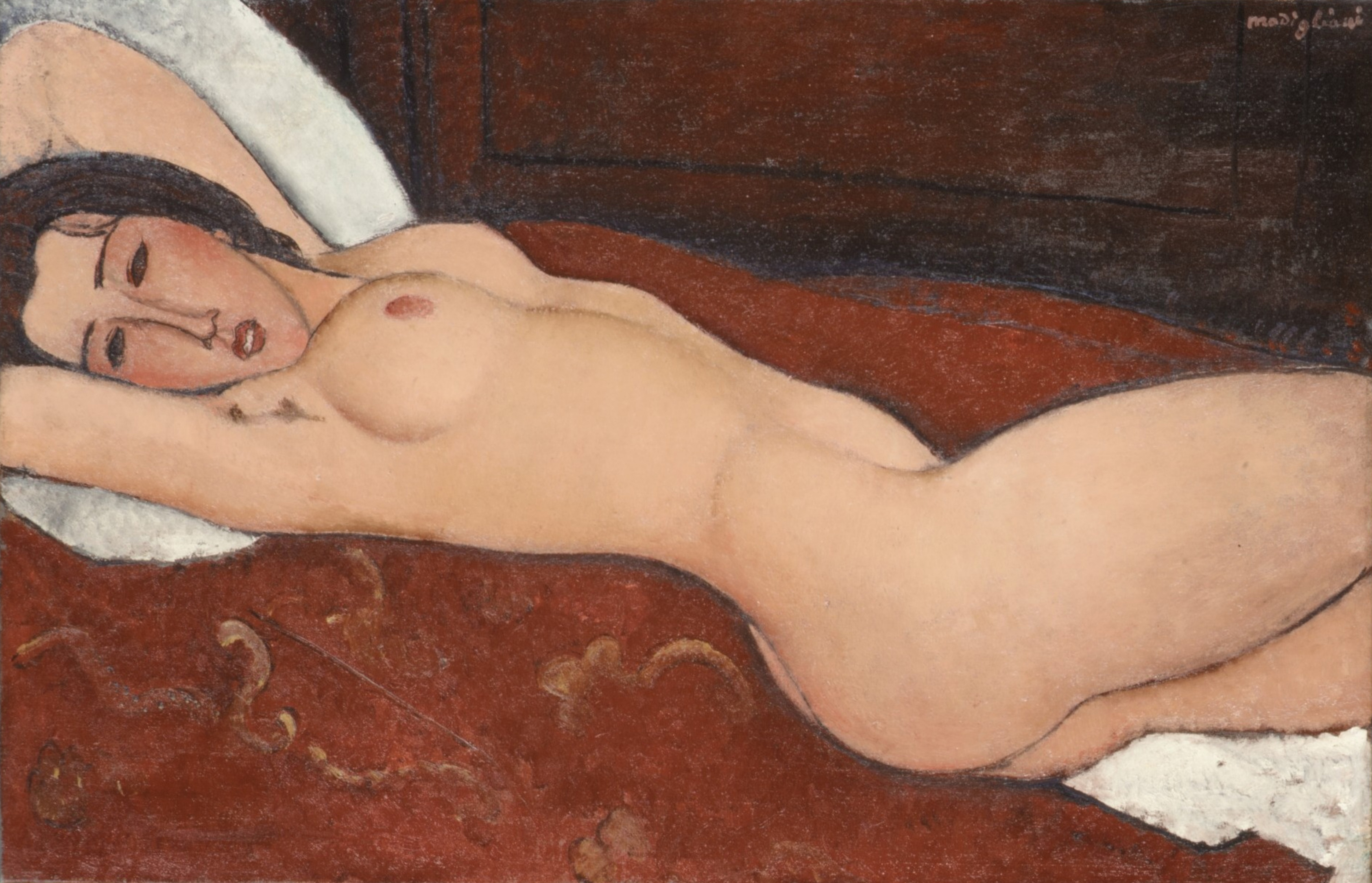
Reclining Nude (1917), de Amedeo Modigliani. Óleo sobre tela. Museo Metropolitano de Arte, Nueva York.

El 3 de diciembre de 1917, celebra su primera exposición, en la galería de Berthe Weill, pero horas después la autoridad obliga a retirar del escaparate y del interior una serie de desnudos de Modigliani, bajo la acusación de indecencia pública. Debido a sus problemas de salud, a los bombardeos y al asedio alemán durante la Primera Guerra Mundial y aconsejado por Léopold Zborowski, se traslada a Niza con Hébuterne, que da a luz en 1919 a una hija a la que llamará Jeanne Modigliani. Por sugerencia del marchante Paul Guillaume, realiza una serie de desnudos (ahora sus obras más cotizadas), con la pretensión de venderlos a los millonarios que veranean en la Costa Azul.
En mayo de 1919, vuelve a París, a la calle de la Grande Chaumière en Montparnasse. Su salud se deteriora con rapidez. Su meningitis tuberculosa había empeorado considerablemente desde noviembre, lo que no le impidió seguir deambulando por las calles, de noche, borracho y pendenciero.
El 22 de enero de 1920, después de permanecer en la cama durante cuatro días sin dar noticia alguna a nadie, Moïse Kisling y Manuel Ortiz de Zárate lo encontraron inconsciente en el camastro de su estudio, lleno de botellas de vino y de latas de sardinas vacías. Jeanne, al final de su nuevo embarazo, está a su lado, mientras continúa dibujando como si ya todo fuera irremediable y no hubiera ninguna solución ni remedio. Hospitalizado urgentemente en el hospital Charité, murió dos días después, el 24 de enero a las 20:45, sin sufrimiento ni conciencia porque lo habían sedado. Unos días antes había pedido el permiso al gobierno francés para contraer matrimonio con Jeanne, aunque nunca dio el paso para arreglar burocráticamente los documentos necesarios.
Los más importantes artistas de Montmartre y Montparnasse siguen los funerales hasta el cementerio parisino de Père-Lachaise. El funeral es impresionante y de gran magnitud, pese a que la familia de Modigliani no tuvo tiempo de asistir debido a un problema con los pasaportes y al tiempo que se tardaba entonces en desplazarse desde Italia a Francia. El 27 de enero, un millar de personas, amigos, compañeros, modelos, artistas y todo tipo de gente que conocía a Modigliani siguen en un silencio impresionante al coche fúnebre decorado con flores y guiado por cuatro caballos negros.
Irónicamente, el mismo día de su entierro, la galería Devambez exhibe alrededor de 20 pinturas de Modigliani en la Place Saint-Augustin: por fin, el éxito y la fama, que fueron deseados por Modigliani durante toda su vida, ya nunca más le fueron negados después de su muerte, tal como reza el mismo epitafio en la lápida de su tumba: "La muerte lo alcanzó cuando llegó a la fama". 
Constantemente vigilada tras la muerte de Modigliani, Jeanne Hebutérne, esperando el entierro, duerme en un hotel y luego medita durante mucho tiempo junto al cuerpo del artista. De vuelta con sus padres, a la rue Amyot, durante la noche se encarga de cuidarla su hermano, pero al amanecer, mientras éste dormitaba, ella aprovecha para arrojarse por la ventana del 5° piso a la calle, suicidándose y matando también al hijo que llevaba en su vientre. Cargada en una carretilla por un trabajador, despreciada por su propia madre, su cuerpo es trasladado en secreto para ser preparado por una enfermera en el taller de Modigliani en la calle de la Grande-Chaumière: su familia no abrió la puerta de su propia casa para introducir su cadáver. No queriendo ver ni hablar con nadie, sus padres fijaron su entierro en la mañana del 28 de enero en un cementerio suburbano de París, casi a escondidas: Léopold Zborowski, Moïse Kisling y André Salmon se enteraron y asistieron al entierro casi secreto de Jeanne con sus respectivas esposas.

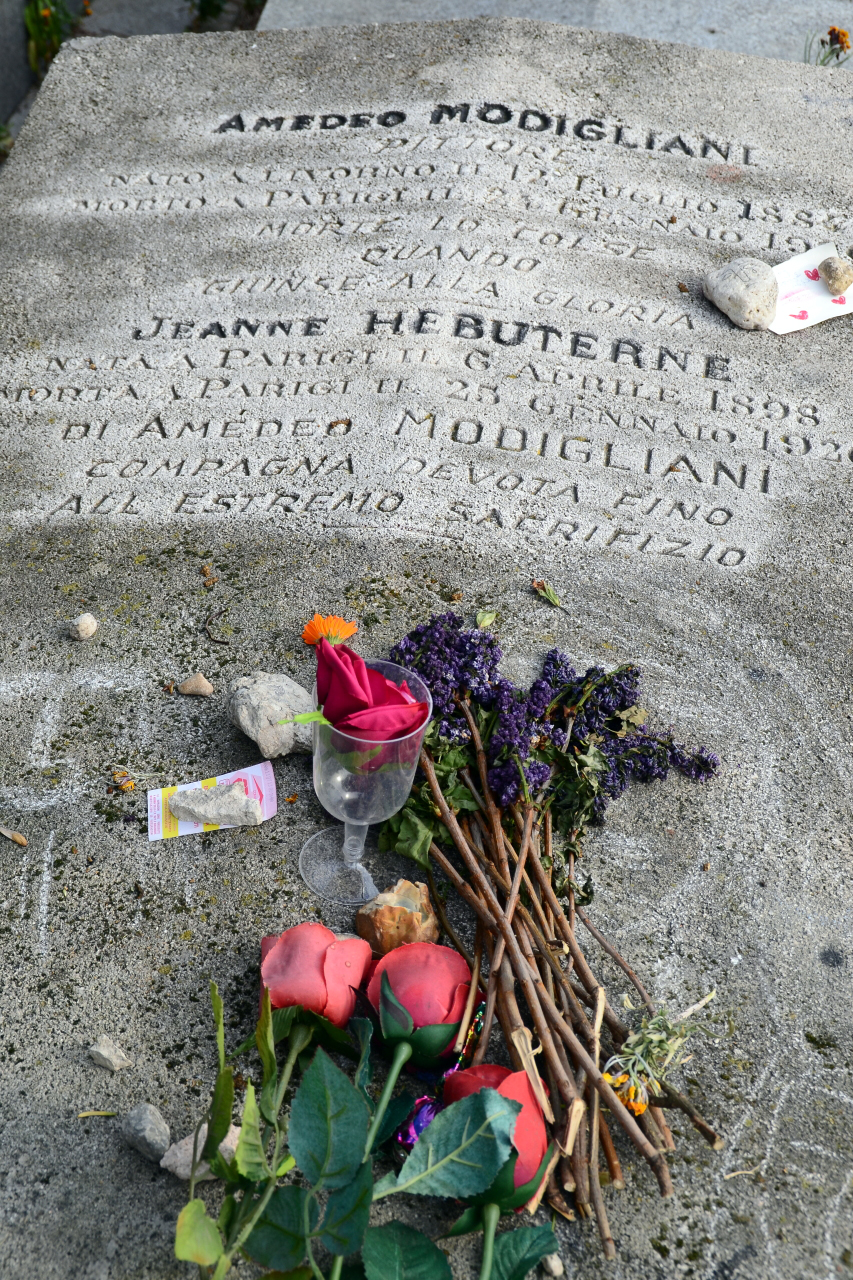
Tumba de Amedeo Modigliani y de Jeanne Hebutérne en el cementerio parisino de Père Lachaise

Al año siguiente, gracias al hermano mayor de Jeanne y a los amigos de Modigliani, en particular a la esposa del pintor Fernand Léger, la madre de Jeanne, Achille Hébuterne, acepta finalmente que su hija sea enterrada en la misma tumba que su compañero sentimental en el cementerio parisino de Père Lachaise.
La hermana de Modigliani que vivía en Florencia, regresa a París al objeto de adoptar a Gerard Thiroux (su hijo no reconocido y al que no encuentra) y a su hija huérfana, Jeanne Modigliani. Esta última escribirá una importante biografía de su padre titulada Modigliani: Hombre y mito.

### Obras
- Antonia (1915), óleo sobre tela, Museo de la Orangerie, París.
- Autorretrato (1919),óleo sobre lienzo, Museo de Arte Contemporáneo de la Universidad de São Paulo

## Fama póstuma
La concepción de su pintura, basada en el diseño lineal, la pureza arcaica de su escultura, y su vida romántica y llena de tribulaciones económicas y enfermedad, dieron a Modigliani una personalidad excepcional en el marco de la pintura moderna, aislada de las corrientes de gusto contemporáneo (cubismo, futurismo, dadaísmo, surrealismo) que estaban en desarrollo en el mismo período. En la actualidad Modigliani es considerado uno de los mayores artistas del siglo XX y sus obras se exponen en los principales museos del mundo y se conservan en cientos de colecciones privadas.
Sus esculturas raramente han cambiado de manos y las pocas pinturas que se encuentran en el mercado, han alcanzado valores excepcionales. En 2010 en la Casa Christie's de París, una de sus esculturas, Tete de Caryatide, fue vendida en la cifra récord de 43 millones de euros. En noviembre de 2015, el millonario chino Liu Yiqian adquiere su pintura Nu Couché subastado por la empresa Christies en Londres en 170,4 millones de dólares (en realidad, 152 millones de dólares, a los que se añadieron gastos de gestión, de envío asegurado y los costes y tasas pertinentes), la segunda mejor pagada en subasta en esa fecha, solo superada por Mujeres de Argel de Picasso que se había vendido en 179,3 millones de dólares en mayo de 2015.

## En el cine
En 1958, Jacques Becker dirigió Los amantes de Montparnasse en la que Gérard Philipe interpreta a Amedeo.
Franco Brogi Taviani dirigió una coproducción franco italiana llamada Modì en 1989 en la que el pintor de Livorno era interpretado por Richard Berry.
Andy García interpretó a Modigliani y Elsa Zylberstein a Jeanne Hébuterne en la película dirigida por Mick Davis Modigliani de 2004.
En 2024 Johnny Depp dirigió “Modigliani, tres días en Montparnasse”. Riccardo Scamarcio interpreta a Amadeo.